# Tony Rymer
Tony Rymer (* in Boston) ist ein US-amerikanischer Cellist.
Rymer begann im Alter von fünf Jahren Cello zu spielen. Er besuchte die Walnut Hill Arts School und studierte von 1996 bis 2007 mit einem Stipendium des Project STEP. 2007 erhielt er ein Stipendium der Cherri Kravitz Scholarship Foundation. Er nahm privaten Unterricht bei Yo-Yo Ma, besuchte Meisterklassen von Anner Bylsma, Gary Hoffman, Steven Isserlis und Pieter Wispelwey und schloss seine Ausbildung mit dem Bachelor- und Mastergrad als Schüler von Paul Katz und Laurence Lesser am New England Conservatory of Music und bei Frans Helmerson an der Hochschule für Musik Hanns Eisler Berlin ab.
Als einer der ersten Empfänger erhielt er in der Radioshow From the Top von NPR den Jack Kent Cooke Young Artist Award. 2009 belegte er bei der Stulberg International String Competition den dritten Platz und war Gewinner der Sphinx Competition Senior Division. Bei der George Eniescu International Competition kam er 2014 auf den zweiten Platz. Als Kammermusiker trat u. a. mit Itzhak Perlman, Midori, Ani Kavafian, Miriam Fried, Kim Kashkashian, Paul Katz, Martin Helmchen und Dénes Várjon auf. Als Solist gab er mit dem Atlanta Symphony Orchestra, dem Boston Pops Orchestra, den Cleveland Orchestra, dem Detroit Symphony Orchestra, dem Pittsburgh Symphony Orchestra und andere Konzerte. Als Leihgabe der Deutschen Stiftung Musikleben spielt Rymers ein Cello aus der Werkstatt von Jean-Baptiste Vuillaume.

## Weblink
- Website von Tony Rymer